# Gyula Lóránt
Gyula Lóránt (ur. 6 lutego 1923 w Kőszeg, zm. 31 maja 1981 w Salonikach) – węgierski piłkarz, pomocnik, obrońca i trener piłkarski. Srebrny medalista MŚ 54. Członek Złotej jedenastki.
Najlepszy okres kariery spędził w Vasasie Budapeszt (1947–1950) i Honvédzie (1951–1956). Z Honvédem trzykrotnie był mistrzem Węgier. W reprezentacji Węgier zagrał 37 razy. Debiutował w 1949, ostatni raz zagrał w 1955. Podczas MŚ 54 wystąpił w pięciu spotkaniach Węgrów. Wcześniej, w 1952 wraz z kolegami został złotym medalistą igrzysk w Helsinkach.
Po zakończeniu kariery sportowej pracował jako trener. Prowadził szereg klubów w Bundeslidze – 1. FC Kaiserslautern, 1. FC Köln, Eintracht Frankfurt czy Bayern Monachium. Zmarł w Grecji, podczas meczu PAOK FC, którego był trenerem, a w 1976 poprowadził do tytułu mistrza kraju.